# Chignin-bergeron
Pour les articles homonymes, voir Chignin (homonymie) et Bergeron.
Le chignin-bergeron, ou vin de Savoie Chignin-Bergeron est un vin blanc de Savoie. Il s'agit d'une dénomination géographique au sein de l'appellation vin de Savoie. Son aire de production est située sur les communes de Chignin, Porte-de-Savoie (Francin), et Montmélian.

## Historique

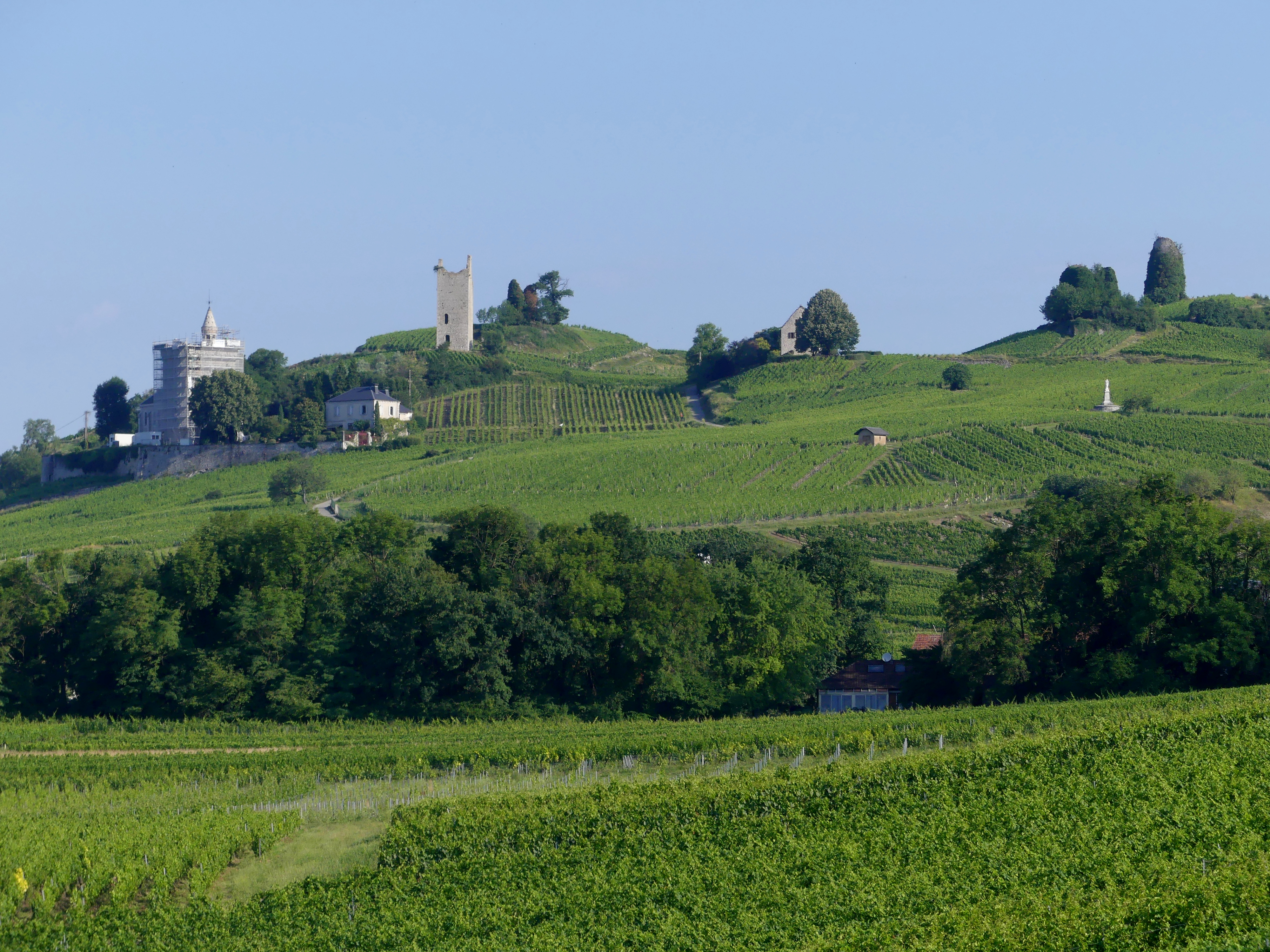
Tours médiévales dominant le vignoble.

L'appellation chignin-bergeron a une histoire identique aux vins de Chignin. La réputation de Chignin remonte au XIe siècle. Ce terroir possède toujours les ruines de sept tours médiévales égrennées dans le vignoble. « De plus à cette époque, on le qualifiait déjà d’« optimi vini », opinion confirmée lorsque les acheteurs du siècle dernier le qualifiaient de « vin de très bonne qualité ». Ce vin attirait les habitants des Bauges (les Boujus) qui affluaient en masse au moment des vendanges. Mais ils ne pouvaient pas acheter les coteaux qui étaient bien au-dessus de leurs moyens ».
Depuis la seconde moitié du XXe siècle, le vignoble a repris son expansion. 
L'appellation « chignin-bergeron » est créée en 1973. La dernière modification de cette appellation, restreignant notamment son aire de production, date de 2015.

## Situation géographique

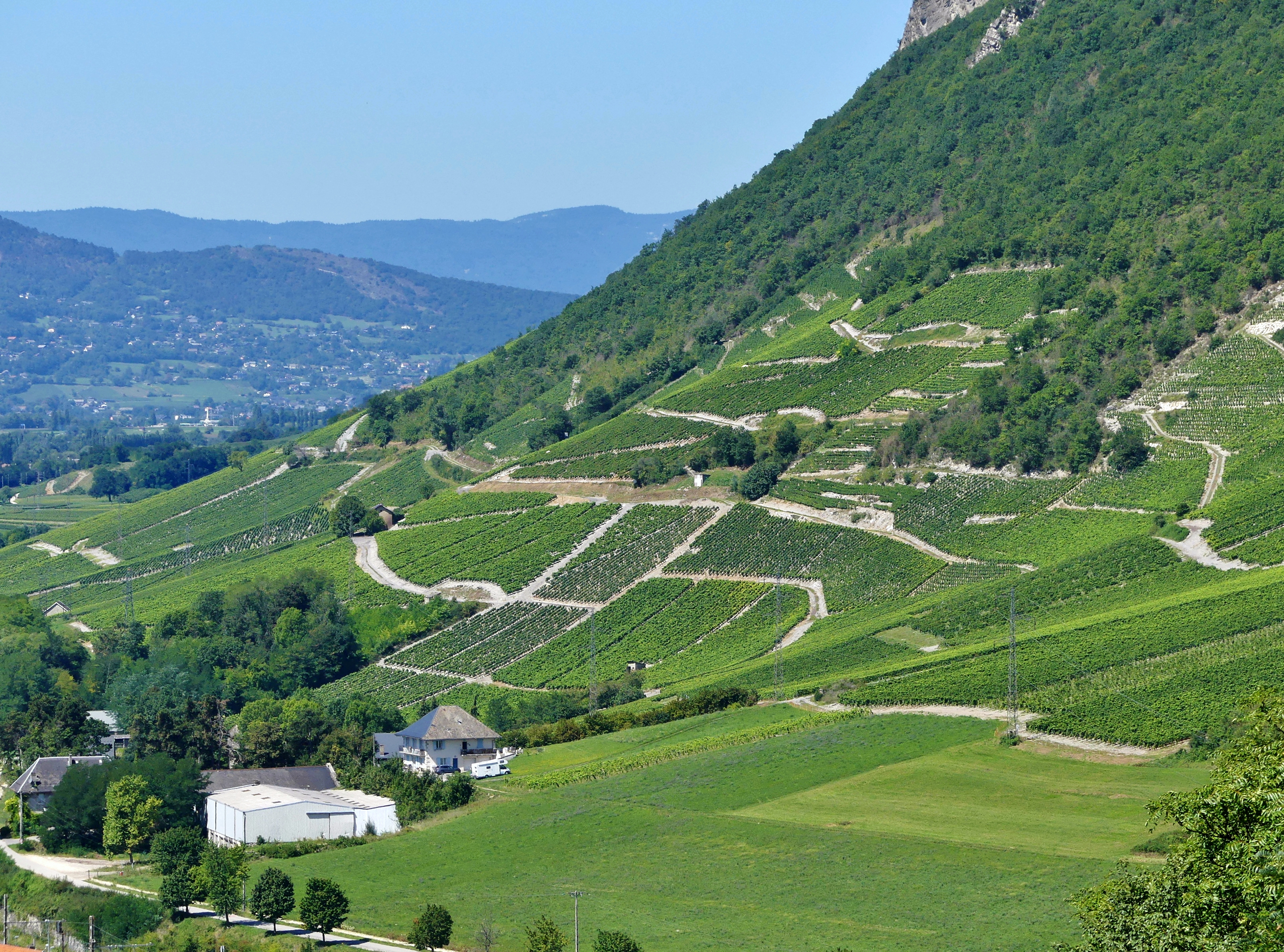
Le vignoble s'étendant sur les coteaux sud du massif des Bauges, à Montmélian.

### Orographie
Le vignoble s'étend au pied du Massif des Bauges et de la montagne La Savoyarde. « Ce nom est justifié par le profil de la falaise supérieure de la montagne, depuis les abords de Montmélian, le profil d'une paysanne de Haute-Tarentaise, coiffée de la "frontière" (coiffe traditionnelle dont les rubans descendent vers la nuque). »

### Géologie
En effet, le vignoble est situé sur les coteaux sud du massif des Bauges, en particulier le roc de Tormery, constitués de jupes d'éboulis calcaires, de sols alluvionnaires, de moraines glaciaires, ainsi que de cônes d’éboulis et de terrasses fluviales.

### Climat
Ce terroir bénéficie d'une exposition sud à sud-est, grâce aux montagnes il est protégé des vents du Nord. Il est défini comme un climat continental-montagnard aux influences océanique et méditerranéenne

## Vignoble

### Présentation
L'AOC Chignin-Bergeron, depuis 1973, couvre le territoire des communes de Chignin, Francin et Montmélian, et s'étend sur une superficie de 271 hectares. Sa production est de 2 800 hectolitres.

### Encépagement
Le chignin-bergeron utilise uniquement le cépage roussanne, localement appelé le bergeron. Il se développe bien sur les sols calcaires, maigres et caillouteux de son terroir viticole.

### Lieux-dits
- Tormery (Chignin)

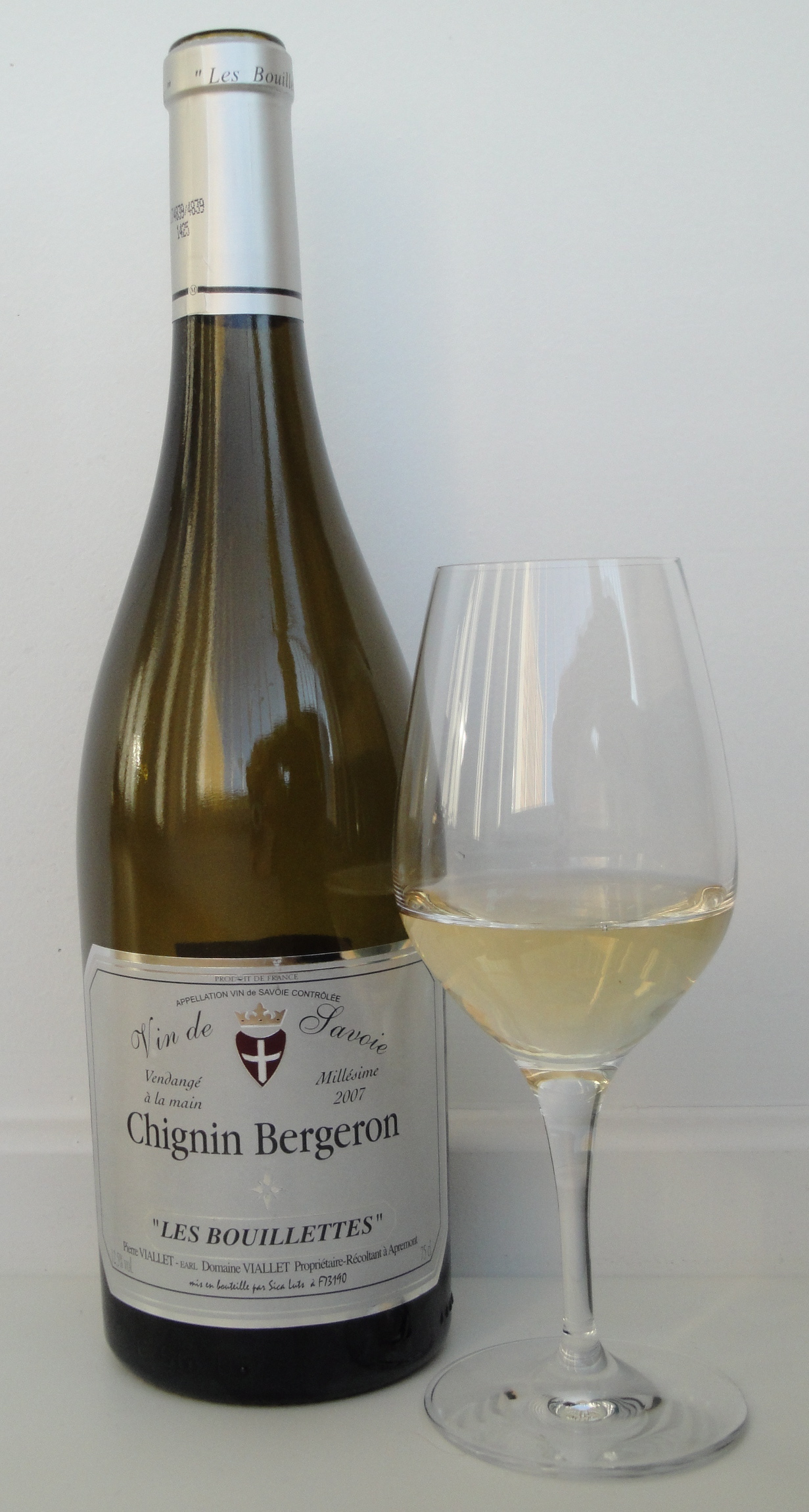
Chignin-bergeron Les Bouillettes.

### Types de vins, gastronomie et températures de service
C'est un vin blanc sur le fruit, avec des arômes de fruits blancs et notamment d'abricot (d'où le nom de bergeron en référence à la variété d'abricot). Peu acide, il ne se prête pas à une garde plus longue que quelques années. Bien vinifié il gagne en gras et en amplitude, ce qui en fait alors un grand vin. C'est un vin assez rare, ce qui explique qu’il est parfois difficile à trouver chez les viticulteurs après le mois d’avril.
Se sert entre 8 et 10 degrés. Vin d'apéritif. S'accorde bien avec du poisson et il est parfait sur une raclette.

## Commercialisation
Environ 100 000 bouteilles de chignin-bergeron sont vendues annuellement.